# Nasskamm
Nasskamm är en ås i Österrike. Den ligger i den östra delen av landet, 80 km sydväst om huvudstaden Wien.
I omgivningarna runt Nasskamm växer i huvudsak blandskog. Runt Nasskamm är det ganska tätbefolkat, med 67 invånare per kvadratkilometer.